# Pylaisiella curviramea
Pylaisiella curviramea là một loài Rêu trong họ Hypnaceae. Loài này được (Dixon) Redf., B.C. Tan & S. He miêu tả khoa học đầu tiên năm 1996.